# Nagylak
Nagylak – wieś na Węgrzech, w komitacie Csongrád. Leży na granicy z Rumunią. Do 1919 roku Nagylak stanowił część miejscowości Nădlac, która w wyniku postanowień traktatu w Trianon została przedzielona granicą państwową. Obecnie funkcjonuje tu przejście graniczne.